# Segunda División Peruana 2002
La Segunda División del Perú 2002 fue la 50.ª edición de este torneo de ascenso. Tuvo como integrantes a dieciséis equipos de fútbol del Departamento de Lima. A los catorce elencos que conservaron la categoría en la temporada anterior se les unieron Juventud Villa del Mar y Somos Aduanas, ambos ascendidos desde la Copa Perú.
El campeón del torneo fue el Unión Huaral, logrando con esto el ascenso al Campeonato Descentralizado 2003. Con respecto al descenso, Guardia Republicana, Lawn Tennis y Bella Esperanza tuvieron que retornar a sus ligas distritales de origen.

## Clasificación general
| #   | Equipo                 | PJ | G  | E  | P  | GF | GC  | Dif | Pts |
| --- | ---------------------- | -- | -- | -- | -- | -- | --- | --- | --- |
| 1º  | Unión Huaral           | 30 | 22 | 4  | 4  | 57 | 26  | 29  | 70  |
| 2º  | Juventud Villa del Mar | 30 | 22 | 3  | 5  | 69 | 30  | 39  | 69  |
| 3º  | Sporting Cristal B     | 30 | 17 | 6  | 7  | 58 | 34  | 24  | 57  |
| 4º  | Deportivo Municipal    | 30 | 16 | 7  | 7  | 53 | 40  | 13  | 55  |
| 5º  | Alcides Vigo           | 30 | 15 | 7  | 8  | 58 | 29  | 29  | 52  |
| 6º  | Olímpico Somos Perú    | 30 | 14 | 6  | 10 | 42 | 34  | 8   | 48  |
| 7º  | Deportivo AELU         | 30 | 12 | 9  | 9  | 50 | 36  | 14  | 45  |
| 8º  | América Cochahuayco    | 30 | 13 | 6  | 11 | 48 | 37  | 11  | 45  |
| 9º  | Deportivo Aviación     | 30 | 9  | 9  | 12 | 42 | 47  | -5  | 36  |
| 10º | Virgen de Chapi        | 30 | 10 | 4  | 16 | 40 | 55  | -15 | 34  |
| 11º | Universidad San Marcos | 30 | 7  | 12 | 11 | 49 | 48  | 1   | 33  |
| 12º | Somos Aduanas          | 30 | 8  | 9  | 13 | 41 | 48  | -7  | 33  |
| 13º | Sport Coopsol          | 30 | 7  | 10 | 13 | 33 | 50  | -17 | 31  |
| 14º | Guardia Republicana    | 30 | 8  | 4  | 18 | 36 | 52  | 16  | 28  |
| 15º | Lawn Tennis            | 30 | 7  | 6  | 17 | 46 | 59  | -13 | 27  |
| 16º | Bella Esperanza        | 30 | 1  | 2  | 27 | 12 | 109 | -97 | 5   |

|  |                                               |
|  | Ascendido al Campeonato Descentralizado 2003. |
|  | Descendido.                                   |

| Campeón                 |
| Unión Huaral 3.º título |